# Darja Kolosovskaja
Darja Ivanovna Kolosovskaja (Russisch: Дарья Ивановна Колосовская) (Bratsk, 19 april 1996) is een Russisch basketbalspeelster die uitkomt voor het nationale team van Rusland. 

## Carrière
Kolosovskaja speelde haar hele jeugd voor de jeugd team van Sparta&K Oblast Moskou Vidnoje 2. In 2014 ging Kolosovskaja spelen voor het eerste team Sparta&K Oblast Moskou Vidnoje. Met Sparta&K verloor ze twee keer de finale om de Beker van Rusland in 2015 en 2016. In 2019 stapte ze over naar Jenisej Krasnojarsk. In 2021 verhuisde ze naar BK Samara.

## Erelijst
- Bekerwinnaar Rusland:
  - Runner-up: 2015, 2016